# Nihon Montoku Tennō Jitsuroku
Das Nihon Montoku Tennō Jitsuroku (jap. 日本文徳天皇実録, dt. „Authentische Aufzeichnungen zum Tennō Montoku von Japan“) ist eine Chronik Japans für die Jahre 850 bis 858. Sie gehört als fünfter Teil zu den sechs offiziellen Reichsgeschichten (Rikkokushi).

## Hintergrund
Die Arbeit an dieser Chronik begann 871 auf Anordnung des Tennō Seiwa und dauerte bis 879. Als Anschlusswerk an die „Fortsetzungen der Späteren Annalen Japans“ (Shoku Nihon Kōki) sollte sie die Jahre danach abdecken. Der größte Teil des Textes wurde von dem Hofadeligen Fujiwara no Mototsune kompiliert. Weitere Teilnehmer an diesem Projekt waren Minabuchi no Toshina, Ōe Otondo, Shimada no Tadaomi, Sugawara no Koreyoshi (s. Sugawara), Yoshibuchi no Yoshinari und Miyako no Yoshika.

## Inhalt
Die in klassischem Chinesisch verfassten 10 Faszikel des Werks behandeln die letzten neun Jahre der Regierung des Tennō Montoku (827–858), dem Vater von Seiwa.